# Jean Provost
Pour les articles homonymes, voir Provost.
Jean Provost, Jan Provost ou Jan Provoost, né à Mons vers 1465 et mort à Bruges en 1529 était un peintre hennuyer.

## Biographie
Il fut l'un des peintres des Pays-Bas bourguignons les plus réputés de sa génération et un maître prolifique. Il fut probablement l’élève de son père, Jan Provoost l’ancien, lui-même peintre, qui s’était établi à Mons, puis de Simon Marmion, à Valenciennes, dont il épousa la veuve, Jeanne de Quarube, en 1489. Il quitta Valenciennes pour diriger deux ateliers, l'un à Bruges, dont il devint bourgeois en 1494, et l'autre à Anvers, alors le centre économique des Pays-Bas. Provost était également un cartographe, un ingénieur et un architecte. En 1520, il rencontra Albrecht Dürer à Anvers. Dürer aurait fait le portrait de Jan Provoost dans un dessin au fusain aujourd’hui conservé au British Museum de Londres. 
On peut détecter l'influence du style de Gérard David et de Hans Memling dans les peintures religieuses de Provost. Le Jugement Dernier, peint pour l'hôtel de ville de Bruges en 1525 est l'unique œuvre pour laquelle l'évidence documentaire identifie Provost. Des découvertes surprenantes peuvent toujours être faites : en 1971, une Crucifixion panoramique inconnue et anonyme de l'église paroissiale de Koolkerke a été attribuée à Provost.
C'est grâce à des prêts permanents au Musée Groeninge de Bruges, qui possède plusieurs œuvres de Provost, qu'une exposition rétrospective s’est tenue en septembre 2008.

## Œuvres choisies

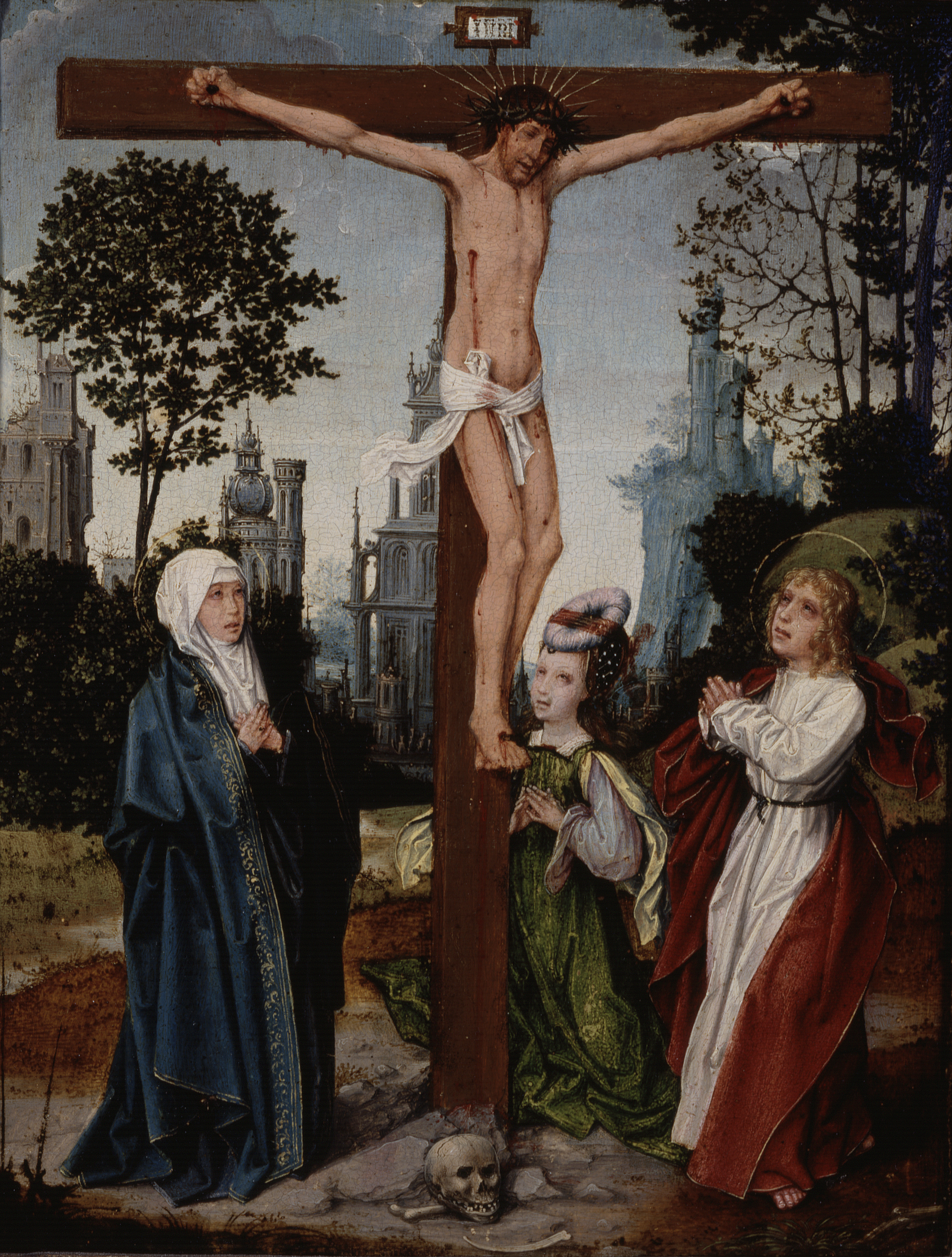
Crucifixion, vers 1510-15, Huile sur bois,, États-Unis, Musée d'art de Saint-Louis.

- Crucifixion (v. 1495), Metropolitan Museum of Art, New York ;
- La Crucifixion (v. 1500), huile sur bois, 117 × 172,5 cm, Groeningemuseum, Bruges ;
- Le Jugement Dernier peint pour l'hôtel de ville de Bruges, (1525), huile sur bois, 145 × 169 cm, Groeningemuseum, Bruges ;
- The Virgin in Glory (v. 1524), Musée de l'Ermitage, Saint-Pétersbourg ;
- The Last Judgment (Le Jugement dernier)[2], (v. 1525), Huile sur panneau de chêne, 57,8 × 60,6 cm, Detroit Institute of Arts, Détroit ;
- Virgin and Child, attribué, National Gallery, Londres ;
- Saint Jean-Baptiste et un chanoine (recto); gisant (verso), fin XVe-début XVIe siècle, Musée des Beaux-Arts de Valenciennes ;
- La Pénitence de saint Jérôme, huile sur bois, 68,5 × 52,5 cm, Musées royaux des beaux-arts de Belgique, Bruxelles
- Le Cosmos sous l'œil et dans la main de Dieu en présence du Christ-Juge et de l'Église (ou de la Vierge Marie)[3], v. 1510-1515, Musée du Louvre
- Abraham, Sarah et l'Ange[4], Huile sur bois, 75 × 56 cm, Musée du Louvre
- Madone, garçon et deux anges, Musée de la maison Eva Klabin, Rio de Janeiro, Brésil

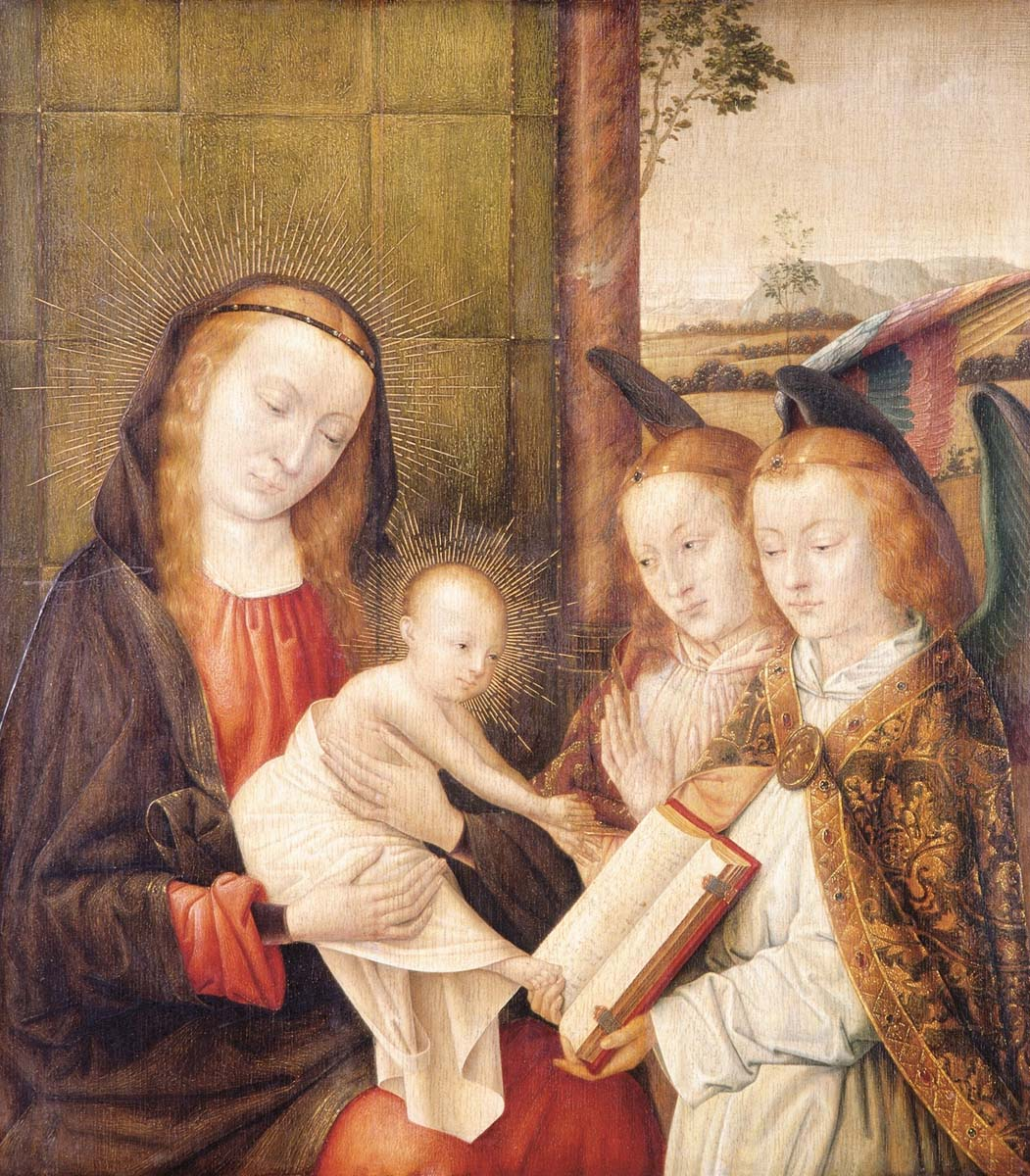
Madone, garçon et deux anges, Musée de la maison Eva Klabin, Rio de Janeiro, Brésil

## Citation
Œuvre présentée : Le Jugement dernier, au Detroit Institute of Arts.

« À la fin des temps, Jésus Christ revient dans la gloire au-dessus des nuées, pour juger les vivants et les morts.

Son trône est l'arc en ciel qui figure les alliances entre Dieu et les hommes.

Avec la robe et la tunique de pourpre impériale, une mandorle de lumière, délimitée par toutes les hiérarchies angéliques, attestent que cet homme Jésus qui porte les stigmates de sa Passion est Dieu.

Ses pieds reposent sur un orbe de cristal figurant l'univers du crée. Sa transparence signifie que tout ce qui était caché depuis la création du monde va être révélé. Au ciel, des anges buccinateur sonnent la fin des temps et convoquent tous les hommes et femmes à comparaître. À la droite de Jésus Christ un ange présente la couronne dont va être ceint le front des élus, à sa gauche un autre ange porte le glaive rougi au feu qui va repousser tous les réprouvés en enfer. »

— Pierre-Marie Varennes, Le Jugement dernier, Magnificat, n° 281, p. 416.